# Аспекты (премия)
Литературная премия «Аспекты» (нем. aspekte-Literaturpreis) — литературная премия, присуждается немецкой общественной телекомпанией ЦДФ за лучший дебют в немецкоязычной прозе. Введена в 1979 году. Названа в честь журнала культуры Аспекты (нем. Aspekte). Победителей определяет жюри премии, в состав которого входят критики из Австрии, Германии и Швейцарии. Лауреаты получают денежную премию в размере 10 тыс. евро (по состоянию на 2008 год).

## Лауреаты
- 1979 Ханс-Йозеф Ортейль для Fermer
- 1980 Майкл Шнайдер для Das Spiegelkabinett
- 1981 Томас Хюрлиманн для Die Tessinerin
- 1982 Инге Меркель для Das andere Gesicht
- 1983 Жужанна Гахсе для Zero
- 1983 Беат Стерчи для Blösch
- 1984 Герта Мюллер для Niederungen
- 1985 Йохен Бейсе для Der Aufklärungsmacher
- 1986 Барбара Хонигманн для Roman von einem Kinde
- 1987 Эрих Хакль для Auroras Anlaß
- 1988 Криста Муг для Aus tausend grünen Spiegeln
- 1989 Ирина Либманн для Mitten im Krieg
- 1990 Ульрих Вёльк для Freigang
- 1991 Буркхард Спиннен для Dicker Mann im Meer
- 1992 Дагмар Леупольд для Edmond
- 1993 Манфред Румпль для Koordinaten der Liebe
- 1994 Радек Кнапп для Franio
- 1995 Инго Шульце для 33 Augenblicke des Glücks
- 1996 Фелицитас Хоппе для Picknick der Friseure
- 1997 Зои Дженни для Das Blütenstaubzimmer
- 1998 Джон фон Дюффель для Vom Wasser
- 1999 Кристоф Петерс для Stadt Land Fluß
- 2000 Андреас Майер для Wäldchestag
- 2001 Шерко Фатах для Im Grenzland
- 2002 Жужа Банк для Der Schwimmer
- 2003 Розвита Харинг для Ein Bett aus Schnee
- 2004 Томас Штангль для Der einzige Ort
- 2005 Йенс Петерсен для Die Haushälterin
- 2006 Пол Ингендей для Warum Du mich verlassen hast
- 2007 Томас фон Штайнекер для Wallner beginnt zu fliegen
- 2008 Мария Сесилия Барбетта для Änderungsschneiderei Los Milagros
- 2009 Стефан Томе для Grenzgang
- 2010 Дороти Эльмигер для Einladung an die Waghalsigen
- 2011 Ойген Руге для In Zeiten des abnehmenden Lichts
- 2012 Тереза Прэауэр для Für den Herrscher aus Übersee
- 2013 Эберхард Ратгеб для Kein Paar wie wir
- 2014 Екатерина Мироновна Петровская для Vielleicht Esther
- 2015 Кэт Кауфманн для Superposition
- 2016 Филипп Винклер для Hool
- 2017 Юлиана Калнай для Eine kurze Chronik des allmählichen Verschwindens
- 2018 Беттина Вильперт для nichts, was uns passiert
- 2019 Мику Софи Кюхмель для Kintsugi
- 2020 Дениз Оде для Streulicht
- 2021 Ариан Кох для Die Aufdrängung